# Messatoporus
Messatoporus is een geslacht van insecten dat behoort tot de familie van de gewone sluipwespen(Ichneumonidae). De wetenschappelijke naam van het geslacht werd voor het eerst geldig gepubliceerd door Cushman in 1929. De typesoort van het geslacht is Messatoporus discoidalis.

## Soorten
De volgende soorten zijn bij het geslacht ingedeeld:
- Messatoporus advenus
- Messatoporus albiaterartus
- Messatoporus allomeros
- Messatoporus amarelus
- Messatoporus amazonensis
- Messatoporus amplithorax
- Messatoporus andinus
- Messatoporus anepomius
- Messatoporus antennator
- Messatoporus apertus
- Messatoporus apiopharkis
- Messatoporus arcuatus
- Messatoporus argentinus
- Messatoporus atlanticus
- Messatoporus atrifoveus
- Messatoporus aurantius
- Messatoporus badius
- Messatoporus basiflavus
- Messatoporus bennetii
- Messatoporus bicolor
- Messatoporus bimaculatus
- Messatoporus campanulatus
- Messatoporus caxiuanensis
- Messatoporus citreocephalus
- Messatoporus complexifemur
- Messatoporus compressicornis
- Messatoporus concavivenus
- Messatoporus convexus
- Messatoporus copiosus
- Messatoporus covarrubiasi
- Messatoporus depressifrons
- Messatoporus dialeipsis
- Messatoporus discoidalis
- Messatoporus dissidens
- Messatoporus dominicanus
- Messatoporus elektor
- Messatoporus ellipsicavus
- Messatoporus euryoikos
- Messatoporus femorator
- Messatoporus fulvator
- Messatoporus grandis
- Messatoporus igneus
- Messatoporus interceptus
- Messatoporus jalapa
- Messatoporus keraiopetalus
- Messatoporus kerzhneri
- Messatoporus laevilatus
- Messatoporus latissulcus
- Messatoporus lissonotus
- Messatoporus longicaudis
- Messatoporus longitergus
- Messatoporus lordos
- Messatoporus lunatus
- Messatoporus maculipes
- Messatoporus maculiscus
- Messatoporus matucanus
- Messatoporus mesonotator
- Messatoporus mesosternalis
- Messatoporus nigriangulatus
- Messatoporus nigriscapus
- Messatoporus nigriscutus
- Messatoporus occidentalis
- Messatoporus opacus
- Messatoporus orientalis
- Messatoporus paeneater
- Messatoporus pallidus
- Messatoporus paradoxus
- Messatoporus paraguayensis
- Messatoporus paralissonotus
- Messatoporus pleuriflavus
- Messatoporus propodeator
- Messatoporus rufator
- Messatoporus semialbiventris
- Messatoporus semiaurantigaster
- Messatoporus subalaris
- Messatoporus tenuiorbis
- Messatoporus tenuissimus
- Messatoporus terebrator
- Messatoporus teutonicus
- Messatoporus tibiator
- Messatoporus titans
- Messatoporus townesi
- Messatoporus transversostriatus
- Messatoporus unidentatus
- Messatoporus unimaculatus
- Messatoporus variegatus
- Messatoporus versicolor
- Messatoporus xanthogaster
- Messatoporus zonatus

## In synoniem geplaatst
- Messatoporus jocosus →[3] Messatoporus discoidalis
- Messatoporus rufiventris →[3] Messatoporus discoidalis
- Messatoporus tricolor →[3] Messatoporus variegatus

## In ander geslacht geplaatst
- Messatoporus nigrispina →[3] Prosthoporus nigrispina